# Ерхан, Пантелеймон Васильевич
Пантелеймо́н Васи́льевич Ерха́н (рум. Pantelimon Erhan) (1884, Танатары, Бессарабская губерния — 1971, Бухарест, Социалистическая Республика Румыния) — бессарабский политик, в 1917 году был избран депутатом Учредительного собрания. Был главой первого правительства Молдавской демократической республики. После её вхождения в состав Румынии стал гражданином Румынии.

## Биография
Выпускник Кишиневской духовной семинарии. Затем окончил филологический факультет Петроградского университета. Преподаватель в петроградском лицее[каком?], работал ассистентом в Петроградском университете. После Февральской революции создал в Петрограде вместе с Ионом Инкулецом Бессарабское общество, целью которого было подготовить активистов, направляющих события в Бессарабии к поддержке Временного правительства. В июне 1917 года А. Ф. Керенский направил П. Ерхана агитировать войска в патриотическом духе на Румынском фронте. Стал главой Молдавской национальной партии, за что его исключили из партии социалистов-революционеров. В 1917 году избран председателем Бессарабского губернского Совета крестьянских депутатов.
Избран во Всероссийское учредительное собрание в Бессарабском избирательном округе по списку № 1 (Совет крестьянских депутатов).
Он был первым премьер-министром Молдавской Демократической Республики (7 декабря [24 ноября] 1917 г. - 29 января [16 января] 1918 г.).  Первый генеральный директор Бессарабии.
С декабря 1917 по апрель 1918 был главой Совета генеральных директоров Сфатул-Цэрий. Стал одним из инициаторов присоединения Бессарабии к Румынии. 7 декабря [24 ноября ст. ст.] 1917 г. Сфатул Цэрий избрал кабинет Пантелеймона Ерхана (названный Генеральным советом директоров), в состав которого вошли девять членов, а Пантелеймон Ерхан был председателем Совета директоров и генеральным директором по сельскому хозяйству. Аграрная реформа была краеугольным приоритетом правительства Молдавской Демократической Республики.
Присутствие румынской армии в Молдавской Демократической Республике вызвало напряженность в Совете, и некоторые его члены, в том числе Пантелеймон Ерхан, протестовали против него.  В частности, они опасались, что правительство Румынии, в котором доминировали крупные землевладельцы, может использовать войска для предотвращения запланированной аграрной реформы, являющейся краеугольным приоритетом правительства Молдавской Демократической Республики.
Был сенатором в румынском парламенте.  Директор гимназии «Б. П. Хашдэу» („B.P. Hasdeu”) в Кишиневе.
В 1940 эмигрировал в Румынию.